# 秦康公
秦康公（？—前609年），嬴姓，名罃，春秋时期秦国君主。秦穆公之子，在位12年。
秦康公在位期间，秦国与晋国多次发生战争，而秦国也从秦穆公时期的西戎霸主逐渐走向衰落。

## 生平

### 早年
前636年，秦穆公派身为太子的秦康公护送晋文公回国，秦康公见到舅舅怀念起已经去世的母亲穆姬，送到渭河北岸时秦康公作《秦风·渭阳》，后世以渭阳比喻甥舅关系。
前621年，秦穆公去世，其子秦康公继位。

### 令狐之战
前620年八月，晋襄公去世，太子夷皋年幼，晋国国内想要拥立一位年长的君主。晋国执政赵盾主张拥立在秦国的晋文公之子、晋襄公的庶弟公子雍回国继位，而狐射姑则主张拥立在陈国的公子乐回国继位。赵盾指出公子乐生母辰嬴地位低下，并且侍奉过两代晋国君主，公子乐所在的陈国弱小偏远，有事不能求援；而公子雍生母杜祁有道义，秦国强大而且距离晋国近，有事足以救援，于是派先蔑、士会到秦国迎接公子雍，而狐射姑也派人到陈国迎接公子乐。赵盾派人在郫（今河南省济源市西）谋杀了公子乐。作为报复，狐射姑于九月派续简伯杀害了支持赵盾的大夫阳处父。同年十一月，因事情败露，续简伯被杀，狐射姑被迫逃亡至北狄。
前619年，秦康公派军队护送公子雍回国。而晉襄公的夫人穆嬴一面以太子没有过错为由，天天抱着太子在朝廷上啼哭，一面威胁赵盾。在穆嬴的压力下，赵盾被迫迎立晋襄公嫡长子夷皋继位，为晋灵公，同时发兵阻挡秦国的护送军队。晋军由箕郑父留守；赵盾为中军将，先克为中军佐；荀林父为上军将；先蔑为下军将，先都为下军佐；步招为赵盾驾御战车，戎津为车右，晋军到达堇阴（今山西省临猗县猗氏城东）整兵备战。同年四月，秦军行进至令狐（今山西省临猗县猗氏城西）时，晋军在夜间出兵偷袭，秦军大败，晋军一直追击到刳首（今山西省临猗县西）才撤兵。先蔑和士会因为赵盾背约，投奔秦国。
为报令狐之战战败之仇，前619年，秦康公派兵攻打晋国，夺取了武城（今陕西省华县东）。
前618年，秦康公派使者到鲁国，向去世的鲁僖公和夫人成风赠送衣服。
前617年，晋国攻打秦国，夺取了少梁（今陕西省韩城市南）。同年夏，秦国实行报复性进攻，夺取了晋国的北征（今陕西省澄城县西）。

### 河曲之战
前615年，秦康公决定攻打晋国。秦康公先派西乞术到鲁国行聘礼，并将伐晋的计划告知鲁文公，以获取鲁国的声援。同年冬，秦国夺取了晋国的羈馬（今山西省永濟市南）。晋国发兵迎击，赵盾为中军将，荀林父为中军佐；郤缺为上军将，臾骈为上军佐；栾盾为下军将，胥甲为下军佐；范无恤为赵盾驾御战车。秦晋两军在河曲(今山西省芮城县风陵渡镇)对峙。臾骈认为秦军不能久战，建议赵盾加固营垒以逸待劳，消耗秦军实力，赵盾采纳了他的建议，拒不出战。
秦康公向士会询问策略，士会说：“拒不出战这种巧妙的计策一定是赵盾新提拔的部下臾骈所出的主意。赵氏旁支子弟赵穿，是晋襄公的女婿，年少轻狂而又恃强好战，不懂军事而且嫉妒臾骈。如果派人向晋军挑战，赵穿必定会逞强好勇而出战。”秦康公采纳了士会的策略，并把玉璧丢进黄河，向河神祈求作战胜利。
同年十二月，秦军袭击晋军的上军，上军按兵不动，只有赵穿率兵追击，但没有追上。赵穿责备三军不出击，旁人劝他要等待时机，赵穿则坚持要出击，于是率领自己的私属部队单独向秦国进攻。赵盾得知赵穿单独出战后，急忙下令出兵接应，秦晋两军刚一交战就争相退兵。当夜，秦康公派使者告知晋军明日再战，臾骈看出使者神色慌张，语无伦次，断定秦军恐惧，当夜要撤军，并建议趁秦军渡河时攻击，定能大获全胜。但赵穿和胥甲却以战场未打扫，伤兵未救回是不仁，不在约定的日期作战发动偷袭是不勇为由拒绝出战。晋军停止出击，秦军则趁夜撤军。不久秦国又发兵攻打晋国，夺取了瑕（今河南省陕县西南）。
次年春，晋国夺回了瑕，并派詹嘉率军驻守，扼守住秦国向东进攻的咽喉之地桃林塞（今河南省阌乡县西）。

### 士会归晋
晋国群臣害怕秦康公重用士会对晋国造成祸患，于是派魏寿余假装率领魏邑（今山西芮城县东北）的百姓发动叛乱。晋灵公缉拿了魏寿余的家属，魏寿余则趁夜逃奔秦国。魏寿余以魏邑归秦为诱饵，会见秦康公，在会见时魏寿余故意踩了一下士会的脚，示意士会与他一起回晋国。因魏邑在黄河以东，魏寿余要求秦康公派一位能与魏邑官员打交道的秦国官员随行，秦康公派士会前往。士会对秦康公说：“晋国人是老虎豺狼，如果他们背弃诺言不让微臣回来，君上将微臣的家属杀害，恐怕对君上的声誉不利。”秦康公说：“如果晋国人违背诺言不让你回来，我向河神保证一定送还你的家属到晋国。”士会于是和魏寿余渡过黄河，从魏邑返回晋国。魏邑的百姓得知士会回到晋国后欢呼雀跃，而秦康公也按照许诺送还了士会的家属。

### 去世
前610年，秦康公派军队援助楚国，楚国与蛮族结盟后联合秦国、巴国灭亡了庸国。
前609年，秦康公去世，葬于竘社，其子秦共公继位。

## 评价
《毛诗序》认为《诗经·秦风》中的《晨风》、《无衣》和《权舆》三篇都是讽刺秦康公忘记秦穆公时的霸业，疏远贤臣、穷兵黩武。此外，秦康公还穷奢极欲，耗费三年时间大兴土木筑台，任妄劝告秦康公这样劳民伤财必然会招致他国的攻击。林剑鸣所著《秦史稿》认为秦康公是一位好大喜功而又昏庸无能的君主。